# Долино-Кам'янка
Долино-Кам'янка — село в Україні, у Суботцівській сільській громаді Кропивницького району Кіровоградської області. Населення становить 75 осіб.

## Історія
Село засноване у 1775 році. Станом на 1886 рік у селі Казарнської волості Олександрійського повіту Херсонської губернії мешкало 289 осіб, налічувалось 53 дворових господарства, існувала православна церква.

## Населення
Згідно з переписом УРСР 1989 року чисельність наявного населення села становила 194 особи, з яких 80 чоловіків та 114 жінок.
За переписом населення України 2001 року в селі мешкало 145 осіб.

### Мова
Розподіл населення за рідною мовою за даними перепису 2001 року:
| Мова       | Відсоток |
| ---------- | -------- |
| українська | 95,17 %  |
| російська  | 4,83 %   |

## Видатні люди
У селі народилися:
- Косенко Олександр Іванович (* 1957) — український письменник, голова Кіровоградської обласної організації НСПУ[5].
- Ніколаєв Валентин Володимирович (1924-2004) — радянський борець класичного стилю, дворазовий чемпіон СРСР з греко-римської боротьби, Олімпійський чемпіон 1956 року, Чемпіон світу 1955 року.